# 385
385 foi um ano comum do século IV que teve início e terminou a uma quarta-feira, segundo o Calendário Juliano. A sua letra dominical foi E. Segundo o horóscopo chinês, foi o ano do Galo.
| Ano completo                        |
| ----------------------------------- |
| Ano comum com início à quarta-feira |

## Nascimentos
- Data aproximada:
  - Paulo Orósio, teólogo e apologista cristão (séculos IV/V).

## Mortes
- Prisciliano de Ávila, asceta espanhol, é o primeiro herege a ser executado por heresia